# Hirschler József
Hirschler József (Újpest, 1874. március 17. – Kolozsvár, 1936. november 17.) katolikus plébános, kanonok, pápai prelátus, művészeti író.

## Élete
Szülei Hirschler János asztalos és Vapara Jozefa napszámos voltak.
A budapesti piarista főgimnázium után 1894-ben az esztergomi bencés gimnáziumban érettségizett, végül bécsi Pázmáneumban és a római Collegium Germanicum et Hungaricumban tanult. 1900. október 28-án szentelték fel. 1906-tól Kolozsvár–Belváros plébánosa, majd kanonok, pápai prelátus. A kolozsvári Josephinum igazgatója volt. 
Ő alapította a kolozsvári Marianum leánynevelő intézetet, melynek – mint belvárosi plébános – 1911-től haláláig egyben első igazgatója is volt. Egyházi folyóiratok munkatársa, a Művészeti Szalon főszerkesztője. Elméleti írásainak tanúsága szerint a neotomista bölcselet híve volt; tanulmányokat írt Assisi Szent Ferenc és Aquinói Tamás gondolatvilágáról.

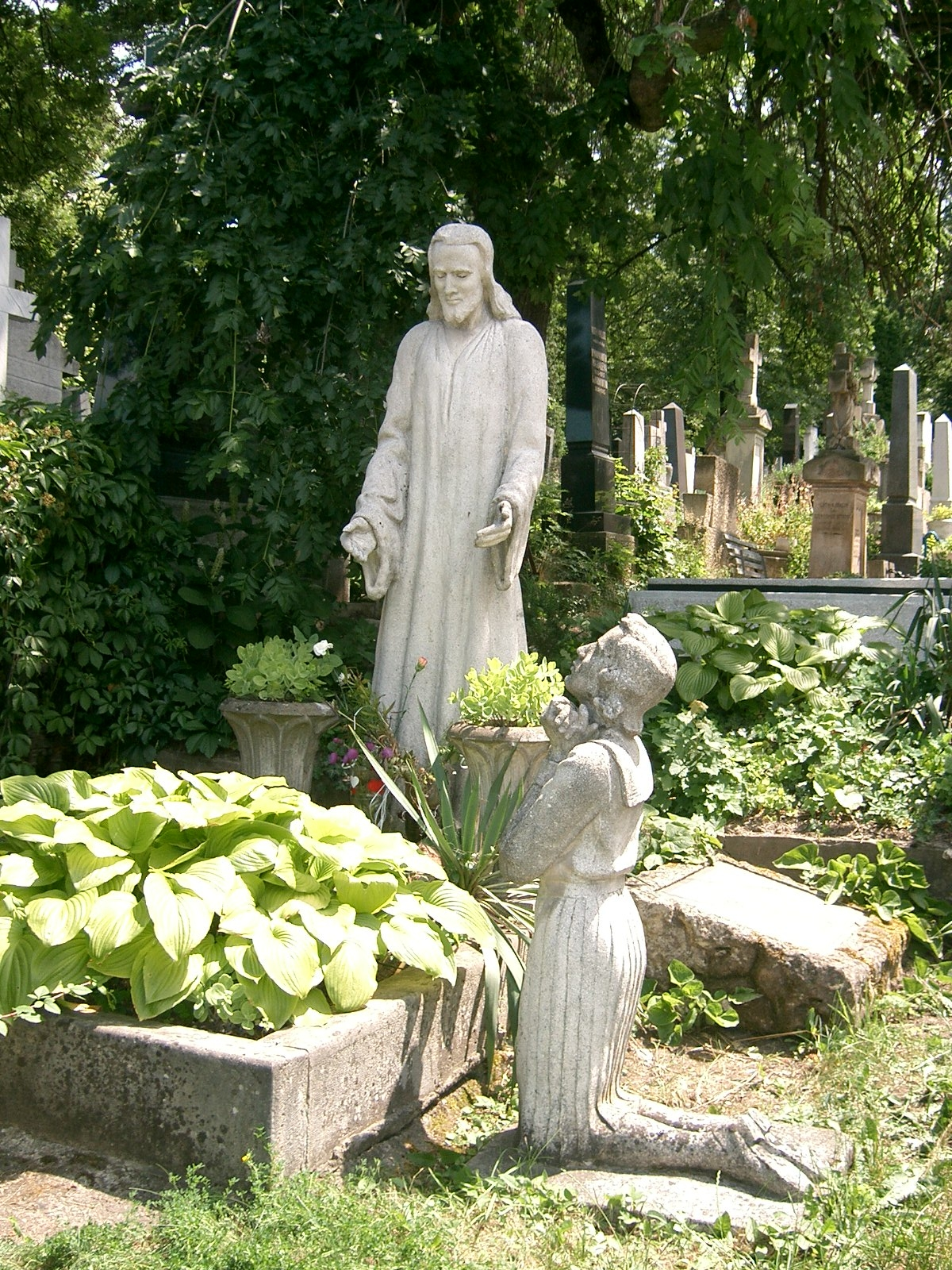
Sírja a házsongárdi temetőben

Fő munkaterülete a művészeti alkotások vizsgálata. Írt egyes motívumoknak (például a keresztnek) az egyházművészetben játszott szerepéről, foglalkozott a Vatikánban található műalkotásokkal. E témakörben jelent meg Római Tanulmányok című sorozatának két kötete: A Vatikán és művészete (Kolozsvár, 1926; 2. kiadás A Vatikán művészete, Kv., 1929) és Szent Péter temploma Rómában (Kolozsvár, 1927). 
Tervbe vett Dante Tanulmányok c. sorozatának I. könyvéből első részként jelent meg Dante Pokla című munkája (Kolozsvár, 1929). Úti emlékezése: Island (függelékben idősb Xántus János cikke a sziget felszíni formáinak kialakulásáról, Kolozsvár, 1930).